# يا مهلبية يا (فلم)
يا مهلبية يا يركز الفيلم على تاريخ المقاومة الشعبية ضد الاستعمار قبل وبعد ثورة 1952 في مصر، وذلك عن طريق عرض قصة «عتاب» الراقصة الشعبية في فترة الاحتلال البريطاني، والتي لديها إحساس بالواجب الوطني، فهي تساعد الفدائيين بالأموال والمعلومات، وتساهم في محاولة اغتيال الملك فاروق، لتحدث العديد من المفاجآت بعدها والتي تغير مجرى الأحداث.

## وصلات خارجية
- مقالات تستعمل روابط فنية بلا صلة مع ويكي بيانات